# Fraile

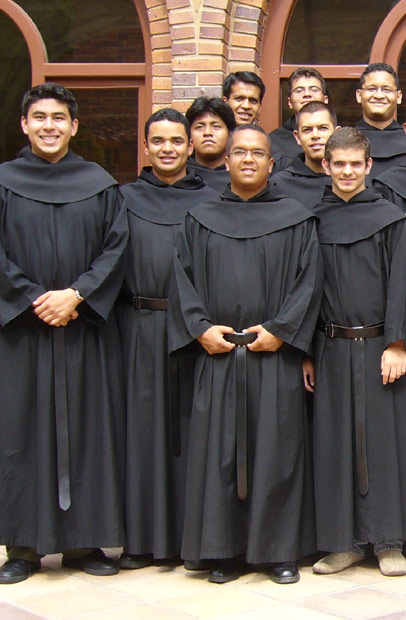
Frailes agustinos recoletos.

El término fraile (del latín frater, 'hermano') es el nombre usado en la Iglesia católica para referirse a los miembros de las órdenes religiosas mendicantes, nacidas a partir del siglo XIII, que predican la renuncia a las riquezas materiales y la acción apostólica y evangelizadora.
El significado de hermano implica la existencia de relaciones de fraternidad entre los integrantes de la comunidad. Es común utilizar el apócope «fray» ante nombres propios (como 'fray Bartolomé de las Casas') en los agustinos, los capuchinos, los carmelitas, los dominicos, los franciscanos, los mercedarios, los servitas y en la Comunità dei Frati Missionari di Cristo Povero.
Un fraile se diferencia de un monje en dos aspectos:
- El ministerio y apostolado de un fraile lo lleva a trabajar por el Reino de Dios fuera del convento o de la ermita, mientras que, tradicionalmente, el monje no sale de su monasterio, donde se dedica a la oración y las labores internas.
- El fraile suele ser cambiado de lugar según la necesidad de los superiores, mientras que el monje se identifica con su monasterio.